# Канело
Канело (Drimys winteri) — струнке дерево, що виростає до висоти 20 м. Походить з магелланових і вальдивійських лісів Чилі та Аргентини, де це дерево домінує в прибережних вічнозелених лісах. Росте на висоті нижче 1200 метрів між 32° південної широти і мисом Горн, на широті 56°. В найпівденніших районах може переносити температури до −20 °C.
| Гібіскус | Це незавершена стаття про квіткові рослини. Ви можете допомогти проєкту, виправивши або дописавши її. |